# SAOCOM

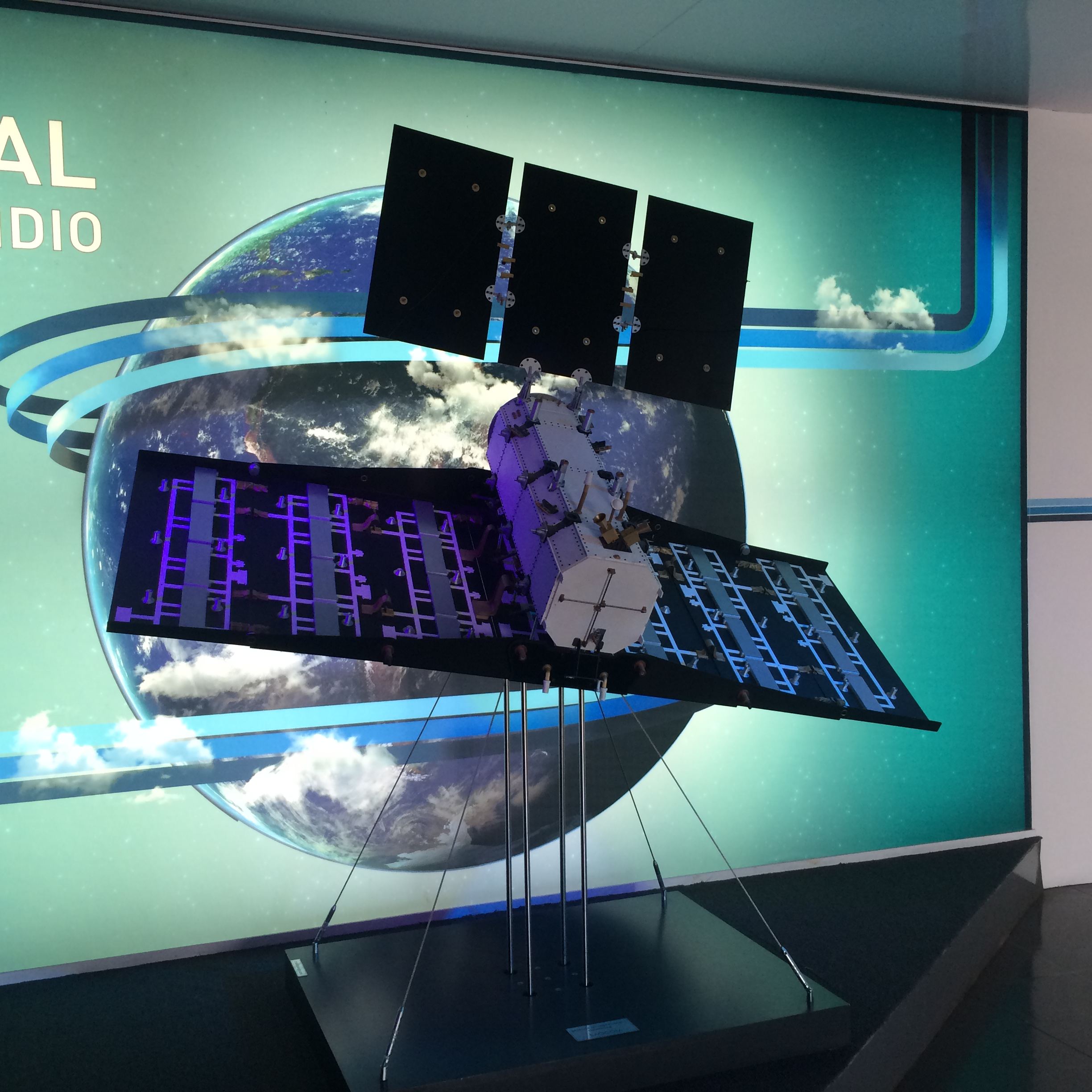
Modello di SAOCOM

Il SAOCOM (Satellite Argentino di Osservazione COn Microonde) è un sistema di satelliti per l'osservazione della Terra della CONAE, l'ente spaziale argentino, è prodotto dalla società INVAP. Entrambi i satelliti del sistema, SAOCOM 1A e SAOCOM 1B sono equipaggiati con un radar ad apertura sintetica polarimetrico in banda L.
Il primo satellite è stato lanciato con successo il 7 ottobre 2018 dalla base di Vandenberg mentre il secondo è stato lanciato il 30 agosto 2020 con il vettore Falcon9 di SpaceX dalla piattaforma SLC-40 a Cape Canaveral Air Force Station in Florida.
Questi due satelliti, assieme ai quattro della costellazione COSMO-SkyMed equipaggiati con radar ad apertura sintetica in banda X dell'Agenzia Spaziale Italiana, formeranno il sistema SIASGE (Sistema Italo-Argentino di Satelliti per la Gestione delle Emergenze).

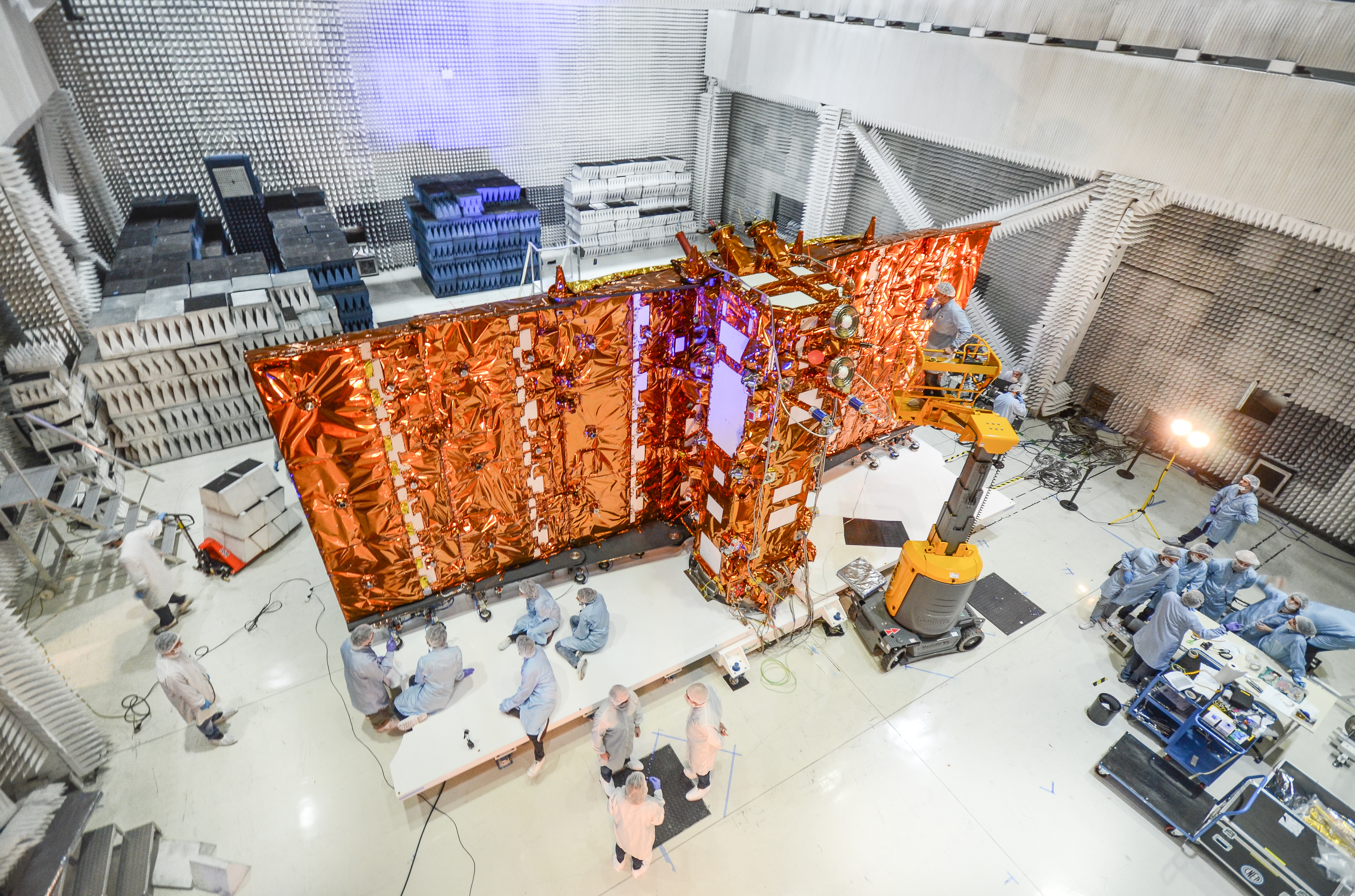
Il satellite SAOCOM 1A nel centro CEATSA; 2018
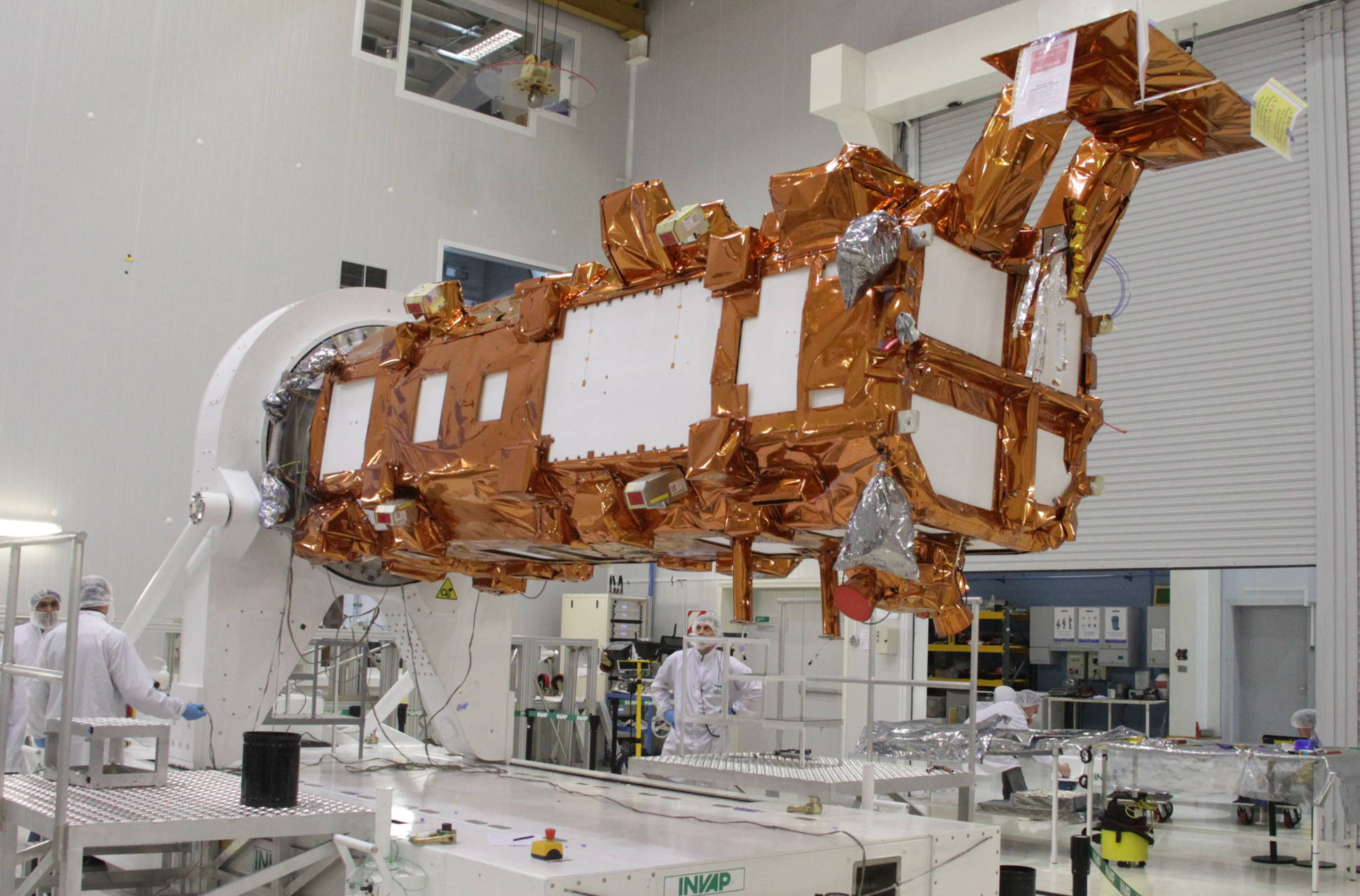
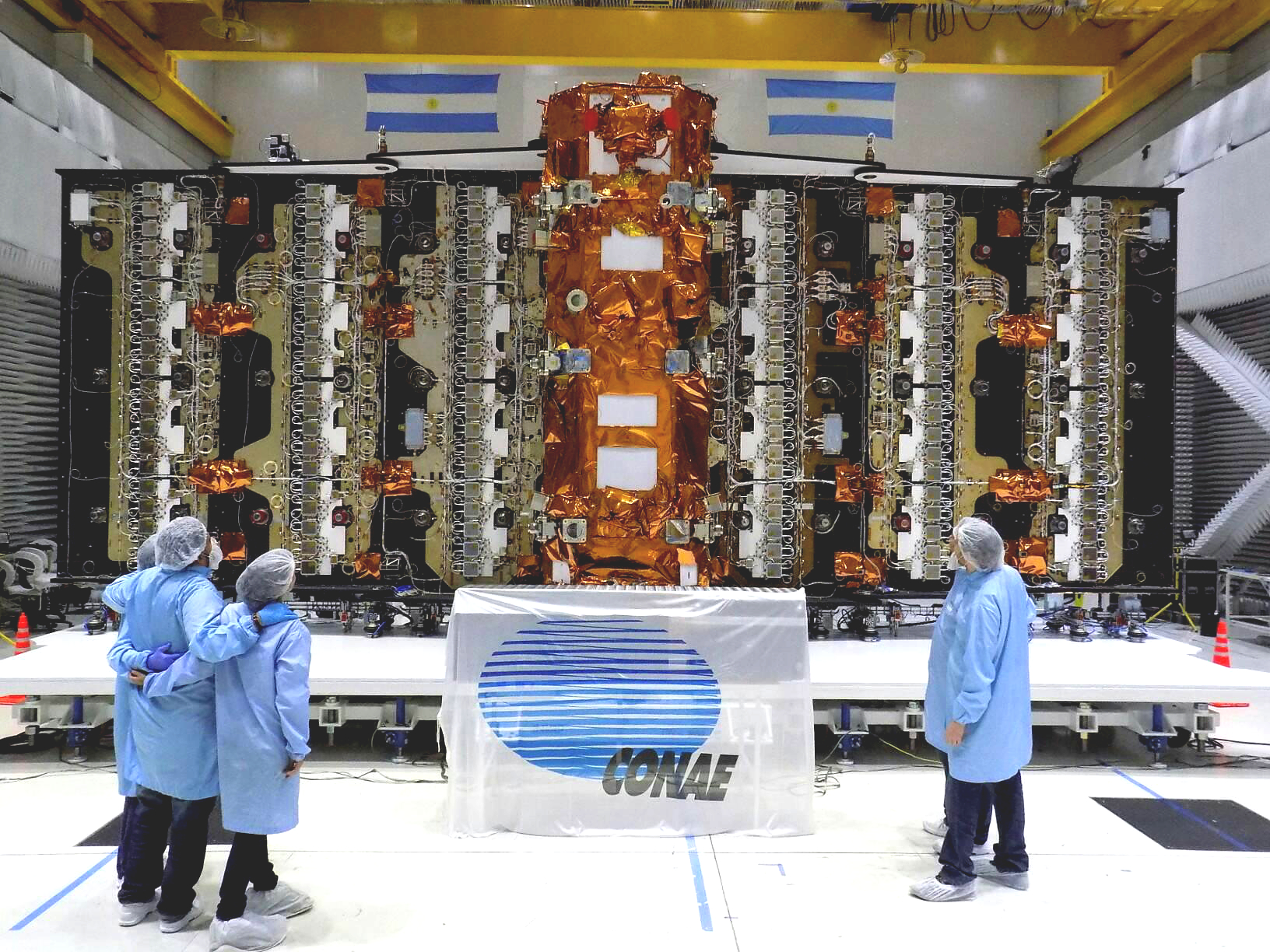